# L'Archa
L'Archa (en francès Larche) és un municipi francès situat al departament de la Corresa i a la regió de la Nova Aquitània.
Existeix un municipi homònim al departament dels Alps de l'Alta Provença.

## Demografia
| 1962                                       | 1968 | 1975 | 1982  | 1990  | 1999  | 2007  |
| ------------------------------------------ | ---- | ---- | ----- | ----- | ----- | ----- |
| 734                                        | 812  | 918  | 1.155 | 1.322 | 1.419 | 1.643 |
| Des de 1962: població sense dobles comptes |      |      |       |       |       |       |

## Administració
| Període   | Identitat           | Partit |
| --------- | ------------------- | ------ |
| 2001-2008 | Émile-Pierre Vitrat |        |
| 2008-2010 | Henri Chartier      |        |
| 2010-     | Guy de Roquemaurel  |        |